# Sabethes schnusei
Sabethes schnusei är en tvåvingeart som först beskrevs av Friedrich Wilhelm Martini 1931.  Sabethes schnusei ingår i släktet Sabethes och familjen stickmyggor.
Artens utbredningsområde är Bolivia. Inga underarter finns listade i Catalogue of Life.